# Binibassí
Binibassí és una possessió que pertany al terme de Fornalutx, Mallorca. El topònim és d'origen àrab i es conservà després de l'arribada dels colons catalans. És una possessió molt antiga que data de l'època de la conquesta catalana de l'illa. És conegut per ser un dels llocs on passa l'acció de la Faula de Guillem de Torroella.